# CXCL1
CXCL1(chemokine (C-X-C motif) ligand 1, 케모카인(C-X-C 모티프) 리간드 1)은 CXC 케모카인 계열에 속하는 작은 펩타이드로 여러 면역 세포, 특히 호중구 또는 기타 비조혈 세포에서 손상이나 감염 부위에 대한 화학유인 물질로 작용하고 중요한 역할을 한다. 면역 및 염증 반응 조절에 중요한 역할을 한다. 이전에는 GRO1 종양 유전자, GROα, 호중구 활성화 단백질 3(NAP-3) 및 흑색종 성장 자극 활성, 알파(MGSA-α)로 불렸다. CXCL1은 BALB/c-3T3 쥐 배아 섬유아세포의 혈소판 유래 성장 인자(PDGF) 자극에 의해 유도된 유전자의 cDNA 라이브러리에서 처음 복제되었으며 니트로셀룰로오스 콜로니 혼성화 분석에서 해당 위치에 대해 "KC"로 명명되었다. 이 명칭은 때때로 약어로 잘못 인식되어 "각질세포 유래 케모카인"으로 정의된다. 쥐 CXCL1은 NRK-52E(정상 쥐 신장-52E) 세포가 인터루킨-1β(IL-1β)와 지질다당류(LPS)로 자극되어 쥐 호중구에 화학주성인 사이토카인, 즉 사이토카인 유발 호중구 화학유인물질을 생성했을 때 처음 보고되었다. CINC). 인간에서 이 단백질은 CXCL1 유전자에 의해 암호화되며 다른 CXC 케모카인 유전자 중 인간 염색체 4에 위치한다.